# لوک تامپسون
لوک تامپسون (انگلیسی: Luke Thompson؛ زادهٔ ۴ ژوئیهٔ ۱۹۸۸) بازیگر اهل بریتانیا است.
از فیلم‌ها یا برنامه‌های تلویزیونی که وی در آن نقش داشته‌است می‌توان به بریجرتون اشاره کرد.